# Antonio Beccadelli
Antonio Beccadelli (Palermo, 1394 – Nápoles, 1471) foi um humanista, poeta, historiador e escritor italiano. Era conhecido como Il Panormita (em português panormitano, natural de Panormos).
Beccadelli estudou direito em Siena e em 1425 publicou, em latim, sua obra mais conhecida: uma coleção de epigramas satíricos e obscenos intitulada Hermaphroditus.  

## Obras
- Hermaphroditus (1425)
  - Hermaphroditus  com Apophoreta de Friedrich Karl Forberg (1824).